# Jęczewo
Jęczewo (kaszb. Jãczewò lub też Jenczewò, Enczewò, niem. Enzow) – osada kaszubska w Polsce położona w województwie pomorskim, w powiecie wejherowskim, w gminie Gniewino. Wieś jest częścią składową sołectwa Lisewo.
W latach 1975–1998 miejscowość należała administracyjnie do województwa gdańskiego.